# 1789 în literatură
Anul 1789 în literatură a implicat o serie de evenimente și cărți noi semnificative.  

## Cărți noi
- Elizabeth Bonhôte - Darnley Vale, or, Emelia Fitzroy
- William Hill Brown - The Power of Sympathy: or, The Triumph of Nature, de obicei considerat primul roman american publicat în Boston.
- Richard Cumberland - Arundel
- Ann Radcliffe - The Castles of Athlin and Dunbayne
- James White - Earl Strongbow